# エクソル
株式会社エクソル（英: XSOL CO.,LTD.）は、京都市中京区に本社を置く、太陽光発電システムの設計、施工および販売を行う企業である。

## 概要
三菱電機の太陽光発電システムを卸す商社として発足した。2001年の設立当初より、太陽光発電の専門企業として事業を展開しており、現在、国内に12事業所、海外では上海に1事務所と、韓国に子会社と自社太陽光発電所を持つ。
三菱電機、Canadian Solar（カナダ）、東芝の住宅用太陽光発電システム、SunPower社（アメリカ）、Yingli Green Energy社（中国）、First Solar社（アメリカ）の産業用太陽光発電システム、KACO社（ドイツ）のパワーコンディショナを販売している。
2011年12月にコーポレート・ブランド「XSOL（エクソル）」を立ち上げ、2013年6月1日に旧社名「グリーンテック株式会社（英称: GREEN TEC CO., LTD.）」から現社名へ変更した。
2012年7月に始まった自然エネルギーの固定価格買い取り制度で急成長を遂げた。
2014年、日本流通産業新聞で、ウエストホールディングス、サニックス、ジオックス、創造ホールディングス、ディーエスエス、日本エコシステム、横浜環境デザイン、京セラ、ソーラー・エナジー・ソリューションズとともに、日本の太陽光発電業界を先導する10大企業として取り上げられた。
2015年、月刊スマートハウスの太陽光発電売上高ランキングで、総合1位と取り上げられた。

## 沿革
- 2001年
  - 01月 グリーンテック販売株式会社設立
  - 00月 三菱電機株式会社製住宅用太陽光発電システム販売開始
  - 06月 グリーンテック株式会社に社名変更
- 2006年
  - 12月 海外事業部 設置
- 2008年
  - 07月 韓国現地法人GREEN TEC ENERGY CO., LTD. 設立
  - 09月 GREEN TEC ENERGY CO., LTD. 太陽光発電所（300kW）設置
- 2010年
  - 01月 Canadian Solar社製（カナダ）太陽光発電システム販売開始
  - 02月 大阪支店 開設
  - 04月 株式会社東芝製太陽光発電システム販売開始
- 2011年
  - 03月 福岡営業所 開設
  - 06月 仙台営業所 開設
  - 09月 名古屋営業所 開設
  - 10月 上海事務所 開設
  - 12月 新ブランドXSOL（エクソル）発表
- 2012年
  - 03月 岡山営業所 開設
  - 04月 札幌営業所 開設
  - 06月 KACO社製（ドイツ）パワーコンディショナ販売開始
- 2013年
  - 02月 SunPower社製（アメリカ）太陽光発電システム販売開始
  - 03月 東京本社を開設
  - 06月 株式会社エクソルに社名変更
  - 11月 資本金を100百万円に増資
  - 12月 Yingli Green Energy社製（中国）太陽光発電システム販売開始
- 2014年
  - 07月 First Solar社製（アメリカ）太陽光発電システム販売開始
  - 07月17日 自社太陽光発電所（1.8MW）（京都府福知山市三和町）設置[6]。
- 2015年
  - 06月 自社太陽光発電所（1.79MW）（千葉県八街市）設置

## 海外事業所
- 上海事務所／168Yude Road, Xuhui District, Shanghai ,China

## 自社太陽光発電所
- エクソル福知山発電所（1.8MW）／京都府福知山市
- エクソル八街発電所（1.79MW）／千葉県八街市

## 広告・宣伝活動

### CMキャラクター
- 坂本龍一（2012年7月 - 2016年6月）
- 吉川晃司（2016年6月 - ）

### キャッチコピー
ないなら、つくろうよ。2012年（平成24年）7月 - 2013年（平成25年）6月
坂本龍一を起用したCM第一弾。
東日本大震災を機に日本中で電力不足が叫ばれており、創エネすることの大切さと、太陽光の無限の可能性を問いかけたもの。

未来のあたりまえを、いま、つくる。2013年（平成25年）7月 - 2014年（平成26年）6月
坂本龍一を起用したCM第二弾。
今の生活で当たり前になっている電話や車も、過去のイノベーターによるアイデアと情熱によって生み出されたものであり、太陽光発電も未来の当たり前の存在となるよう、エネルギーの未来を太陽光で変えていきたいという想いを宣言したもの。

太陽が、動かしている。2014年（平成26年）7月 - 2016年（平成28年）6月
坂本龍一を起用したCM第三弾。
「未来のエネルギーなんて、呼ばないでほしい。」というメッセージとともに、太陽光発電が既に身近なエネルギーであることを表現したもの。

いちサラリーマンが「太陽光で世界を変えてやる」なんておかしいですか？
2016年（平成28年）7月 -
吉川晃司を起用したCM。
太陽光発電は既に身近なエネルギーであるが、まだまだ多くの課題があるという事実を踏まえた上で、その課題に真摯に向かい合って課題を解決していくという想いを宣言したもの。

### 提供番組

#### テレビ
- 週刊BS-TBS報道部（BS-TBS）：2013年（平成25年）10月 - 2014年（平成26年）9月
- ZIP!（日本テレビ）：2014年（平成26年）10月 - 2015年（平成27年）9月
- シューイチ（日本テレビ）：2014年（平成26年）10月 - 2016年（平成28年）3月
- 土曜ロードショー（BS-TBS）：2014年（平成26年）10月 - 2016年（平成28年）3月

### 冠提供番組

#### ラジオ
- XSOL presents EARTH LOVERS（TOKYO FM）
  - 2015年（平成27年）4月 - 2016年（平成28年）3月